# Foucrainville
Foucrainville település Franciaországban, Eure megyében. Lakosainak száma 92 fő (2022. január 1.). Foucrainville Bretagnolles, Fresney, Mousseaux-Neuville és Saint-André-de-l’Eure községekkel határos.

## Népesség
A település népességének változása:
| Lakosok száma | 56   | 47   | 67   | 78   | 79   | 73   | 78   | 90   | 91   | 92   |
|               | 1968 | 1982 | 1990 | 2006 | 2013 | 2015 | 2017 | 2019 | 2020 | 2022 |